# Smedfjella
Die Smedfjella (norwegisch für Schmiedgebirge) ist eine große Gebirgsgruppe im ostantarktischen Königin-Maud-Land. Sie liegt im Zentrum des Gebirges Sør Rondane und besteht aus der Gjelsida, den Nordryggane, der Walnumfjella, der Glitrefjella, der Korkfjella und der Skirfjella.
Wissenschaftler des Norwegischen Polarinstituts benannten sie 2017 inspiriert durch die beiden Berge Storsmeden (norwegisch für Großer Schmied) und den Veslesmeden (norwegisch für Kleiner Schmied) im norwegischen Rondane-Nationalpark.